# ژان دی بای
ژان دی بای (به انگلیسی: Jan De Bie) بازیکن فوتبال اهل بلژیک و عضو تیم ملی فوتبال بلژیک است که در تاریخ ۳۱ اوت ۱۹۲۰ میلادی اولین بازی ملی‌اش را مقابل تیم ملی فوتبال هلند انجام داد. او در ۳۳ بازی ملی حضور داشت و جمعاً ۲۹۷۰ دقیقه برای تیم ملی فوتبال بلژیک به میدان رفت. ژان دی بای آخرین بازی ملی خود را در تاریخ ۸ ژوئن ۱۹۳۰ میلادی در برابر تیم ملی فوتبال پرتغال انجام داد. وی در بازی‌های ملی‌اش گلی به ثمر نرساند.